# Simon Lussetti
Simon Alexander Lussetti, född 25 mars 1992 i Dalköpinge församling, Trelleborgs kommun, Malmöhus län, är en svensk videobloggare.
Lussetti har varit programledare för flera webb-TV-program på Splay och hade den 2 september 2024 sammanlagt över 200 000 prenumeranter på sina olika kanaler på Youtube, samt 100 000 följare på Instagram (2 september 2024).

## Biografi

### Karriär
Simon Lussetti laddade upp sin första videoblogg den 23 april 2010 på den Youtube-kanal som han fortfarande var aktiv på 2024.
I augusti 2012 träffade han Clara Henry och de startade tillsammans poddradioprogrammet "Podcast à la Simon & Clara". Podden hade premiär den 4 augusti 2012 och har sändes i 14 avsnitt. Den 12 november 2012 startade Lussetti och Henry även den gemensamma Youtube-kanalen "Schmack it productions" med klippet "Clara & Simon – Magic pizza" som 2014 hade över 300 000 visningar på Youtube.
Hösten 2013 startade Lussetti, tillsammans med Emil Beer från humorgruppen I Just Want To Be Cool, morgonshowen Snooza med Simon & Emil på Splaysveriges Youtubekanal. Serien var Sveriges första morgonshow på nätet och nådde ca 20 000 tittare varje morgon. Avsnitten sändes måndag till fredag klockan 06:00 under två säsonger på Youtube. Säsong ett hade säsongstart 29 september 2013 och säsongsavslutning den 28 november 2013. Säsong två hade säsongstart 19 januari 2014 och säsongsavslutning den 3 april 2014.
Snooza med Simon & Emil belönades 2014 med priset Årets youtubeserie vid Vitamine Well Guldtuben 2014, en gala som anordnades av Youtube-nätverket Splay där pris delades ut till Sveriges bästa Youtube-stjärnor.
Den 2 november 2015 lades det första avsnittet upp av ett poddradioprogram vid namnet "Ditt Aunsikt", detta poddradioprogram drevs av Simon Lussetti och hans yngre syster Emma Lussetti. Podden publicerade drygt 100 avsnitt.

### Studier och familj
Simon Lussetti studerade vid Söderslättsgymnasiet på hotell- och restaurangprogrammet och tog studenten 2011.